# Johan Gottlieb Gahn
Johan Gottlieb Gahn (ur. 19 sierpnia 1745 w Voxnabruk, zm. 8 grudnia 1818 w Falun) – szwedzki chemik, uczeń Torberna Olofa Bergmana. 
W 1774 jako pierwszy uzyskał metaliczny mangan z tlenku manganu(IV). Jego nazwiskiem nazwano minerał, gahnit (spinel cynkowy – ZnAl2O4).